# Shooting Fish
Shooting Fish ist eine britische Filmkomödie von 1997. Der Film ist auch unter dem Titel Kleine Fische, großes Geld bekannt.

## Handlung
Jez und Dylan sind die besten Freunde und haben einen gemeinsamen Traum: Beide sind Vollwaisen und haben ihre Kindheit in Heimen verbracht. Ihr Traum ist es, eines Tages stolze Besitzer eines hoch herrschaftlichen Anwesens zu sein. Um diesen Traum verwirklichen zu können, schrecken sie auch vor Betrug nicht zurück: Sie verkaufen nichtsahnenden Leuten nutzlose Sachen, z. B. drehen sie einem Unternehmer ein High-Tech-Gerät an, das aber in Wirklichkeit gar kein High-Tech-Gerät ist.
Hierbei lernen sie die attraktive Georgie kennen. Ihr gaukeln sie vor, sie würden das Geld aus diesem Betrug für ein Waisenhaus sammeln. Alles geht gut, doch eines Tages kommt ihnen die Polizei doch auf die Schliche. Im Gefängnis müssen Jez und Dylan zu ihrem Entsetzen erfahren, dass die britische Regierung neue Pfund-Noten drucken lassen will, weil der Queen ihr Bild auf einer Pfund-Note nicht mehr gefällt. Damit wäre ihre ergaunerte Beute wertlos geworden. Um dies zu verhindern, bitten sie Georgie, das Geld für sie umzutauschen. Doch in einem sentimentalen Moment erzählt Jez, in Georgie verliebt, dieser die ganze Wahrheit. Enttäuscht zieht sich Georgie zurück. Als sie erfährt, dass das Heim, in dem ihr Bruder lebt, der eine Trisomie 21 (Down-Syndrom) aufweist, geschlossen werden soll, beschließt sie, sich das Geld von Jez und Dylan unter den Nagel zu reißen, um das Heim zu retten.
Sie gaukelt Jez und Dylan vor, dass sie ihnen verziehen hat und ihnen nun doch helfen will. Die drei inszenieren die Beerdigung eines fiktiven gemeinsamen Freundes. Auf dieser Beerdigung wird ein Sarg verbrannt, in dem angeblich die Leiche des Freundes liegt, doch in Wirklichkeit liegt darin das Geld – glauben Jez und Dylan – und sind deswegen schockiert, als der Sarg verbrannt wird. Doch die clevere Georgie hat den Koffer mit dem Geld längst in Sicherheit gebracht, wird allerdings von ihrem Ex-Verlobten um das Geld gebracht. Wieder auf freiem Fuß sind Jez und Dylan verständlicherweise sehr deprimiert. Doch dann treffen sie Georgie wieder.
Nach einer Aussprache beschließen die drei, von jetzt an zusammenzuhalten. Sie betrügen beim Pferderennen, um das Geld wiederzubekommen und das Heim von Georgies Bruder zu retten, welches geschlossen werden soll. Und Georgie entpuppt sich als Lady Georgina. Am Schluss gestehen sich Jez und Georgie ihre Liebe und auch Dylan findet sein Glück bei Georgies Schwester. Schließlich feiern sie eine Doppelhochzeit und leben gemeinsam in einem herrschaftlichen Anwesen, dem Stammsitz von Georgies Familie.

## Kritik
„Romantische Komödie mit märchenhaftem Einschlag, bestechend durch ihre Leichtigkeit. Als filmisches Pendant zur Easy Listening"-Musikwelle frisch und unverbraucht, aber ohne jeden Bezug zur realen Welt.“

## Auszeichnungen
- Gran Angular Award des Catalonian International Film Festivals (Sitges) für Kate Beckinsale und Stefan Schwartz im Jahr 1997
- Grand Prix des Alpe d’Huez International Comedy Film Festivals für Stefan Schwartz im Jahr 1998